# South Stream (vattendrag i Antarktis)
South Stream är ett vattendrag i Antarktis. Det ligger i Östantarktis. Nya Zeeland gör anspråk på området.